# Wollige Färberdistel
Die Wollige Färberdistel (Carthamus lanatus), auch Wolliger Saflor genannt, ist eine Pflanzenart aus der Gattung Färberdisteln (Carthamus) innerhalb der Familie der Korbblütler (Asteraceae).

## Beschreibung

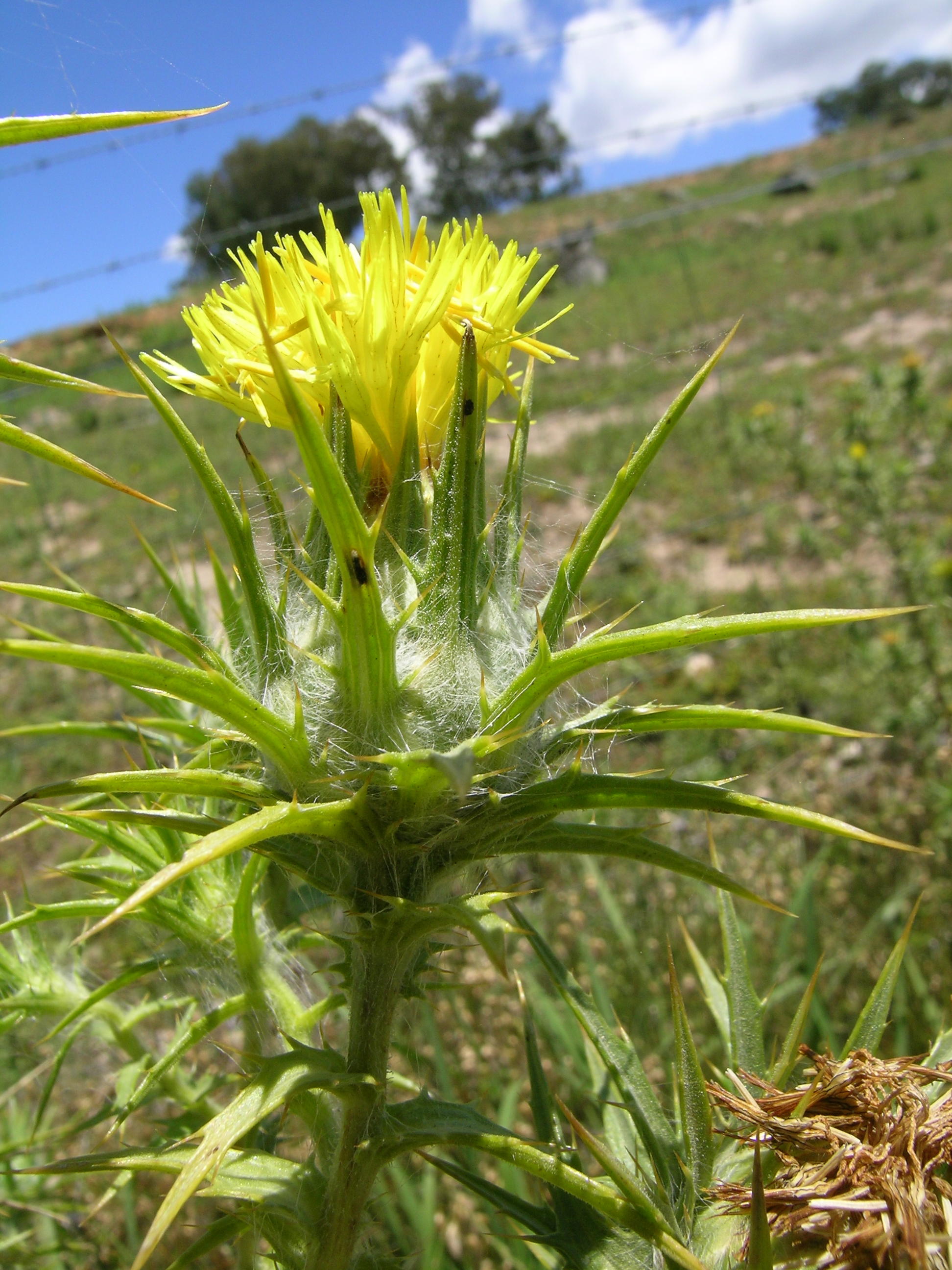
Blütenkorb

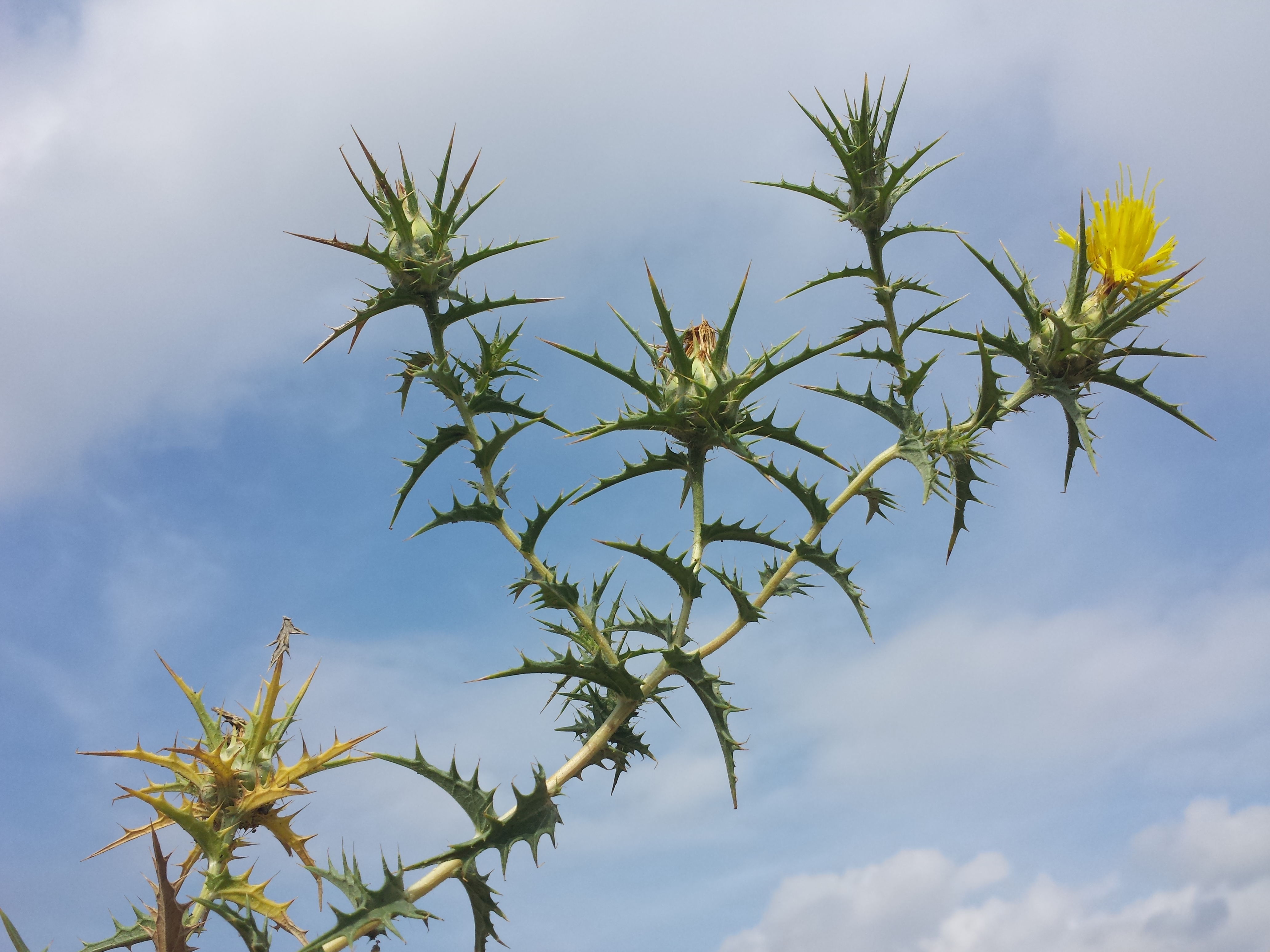
Carthamus lanatus subsp. lanatus

### Vegetative Merkmale
Die Wollige Färberdistel ist eine einjährige krautige Pflanze, die Wuchshöhen von 25 bis 75 Zentimetern erreicht. Diese stark bewehrte Art ist anfangs spinnwebig-wollig behaart und verkahlt mit der Zeit. Der aufrechte oder kurz aufsteigende Stängel. Sie ist im oberen Bereich meist verzweigt, rund und strohfarben.
Die vielen wechselständig am Stängel angeordneten Laubblätter sind eiförmig-lanzettlich geformt, ledrig und sitzend mit verbreitertem Grund. Die oberen Laubblätter sind fiederlappig bis buchtig gezähnt und mit herzförmigem Grund halbstängelumfassend sitzend. Ihre Blattabschnitte sind dreieckig und stechend.

### Generative Merkmale
Die Blütezeit reicht von April bis Juli. Die Blütenkörbe sind an den Enden der Zweige einzeln angeordnet und von den oberen Laubblättern sternförmig umgeben. Der körbchenförmige Blütenstand weist eine Höhe von 2 bis 3 Zentimetern sowie einen Durchmesser von etwa 1,5 Zentimetern auf. Das Anhängsel der äußeren Hüllblätter ist dornig gezähnt. Die inneren Hüllblätter sind viel kürzer als die äußeren, länglich-lanzettlich und besitzen ein schmales, häutiges und ganzrandiges oder gezähntes Anhängsel. Der Korbboden ist mit borstigen Spreublättern besetzt. Die Blütenkörbe enthalten nur Röhrenblüten. Die bis über 2 Zentimeter langen Röhrenblüten sind goldgelb oder blassgelb gefärbt und besitzen rote Adern.
Die Achänen sind dunkel-braun, vierkantig und etwa 4 Millimeter lang. Der Pappus besteht aus mehreren Reihen von Schuppen, die gewimpert und bräunlich sind. Der Pappus ist etwa doppelt so lang wie die Frucht; bei den randständigen Früchten fehlt er.
Die Chromosomenzahl beträgt 2n = 44 oder 64.

## Vorkommen
Die Wollige Färberdistel ist im Mittelmeerraum, in Südeuropa, im südlichen sowie östlichen Mitteleuropa, in Osteuropa, in Westasien, Zentralasien, im Kaukasusraum, in Pakistan und Indien weitverbreitet. In Madeira, auf den Kanaren, in der Slowakei und in Norwegen, im nordöstlichen und südlichen Afrika, in Nord- und Südamerika, in Australien und in Neuseeland ist die Art ein Neophyt.
Die Wollige Färberdistel gedeiht auf Brachland, Weiden und an Wegrändern. Sie kommt in Pflanzengesellschaften der Verbände Sisymbrion und Onopordion vor. In Südtirol steigt sie bis in eine Höhenlage 690 Meter auf.

## Systematik
Die Erstveröffentlichung von Carthamus lanatus erfolgte 1753 durch Carl von Linné in Species Plantarum, Tomus II, Seite 830.
Bei manchen Autoren gibt es etwa zwei Unterarten (Auswahl):
- Carthamus lanatus L. subsp. lanatus: Sie kommt in Makaronesien, in Nordafrika und in Kroatien vor.[4]
- Carthamus lanatus subsp. montanus (Pomel) Jahand. & Maire (Syn.: Kentrophyllum montanum Pomel): Sie kommt in Marokko, Algerien und Tunesien vor.[4]

Zur Artengruppe Carthamus lanatus aggr. gehören Carthamus creticus, Carthamus lanatus L., Carthamus turkestanicus.